# Monterey Pop Festival
Das Musikfestival Monterey International Pop Festival wurde von John Phillips (The Mamas and the Papas), dem Musikproduzenten Lou Adler und dem Publizisten Derek Taylor geplant. Im Organisationskomitee saßen zudem The Beatles und The Beach Boys. Es wurde vom 16. Juni bis zum 18. Juni 1967 auf dem Monterey County Fairground in Kalifornien veranstaltet.

## Beschreibung
Das Monterey Pop Festival gilt als musikalischer Auftakt zur so genannten „Hippie-Kultur“ (Flower Power, Love-and-Peace-Generation). Insgesamt besuchten zwischen 50.000 und 90.000 Menschen das Festival. Einen Dokumentarfilm über das Geschehen herauszubringen war von Anfang an das Anliegen von Hollywood. 1968 kam D. A. Pennebakers Konzertfilm Monterey Pop als „nichtkommerzieller“ Film der Organisation The Foundation heraus.
Es traten viele der bekanntesten Interpreten der Popmusik auf, unter anderem Jimi Hendrix, Otis Redding, The Who, Big Brother and the Holding Company (mit ihrer Sängerin Janis Joplin), Steve Miller Band, The Electric Flag, The Butterfield Blues Band, Canned Heat, Eric Burdon & The Animals, Jefferson Airplane und The Byrds. Ravi Shankar spielte mit seinem Ensemble klassische indische Raga-Musik auf der Sitar.
Die Konzerte wurden von Wally Heider aufgenommen und später teilweise als Live-Mitschnitte auf Langspielplatten veröffentlicht (z. B. Jimi Hendrix, Otis Redding und Ravi Shankar). Künstlerischer Leiter des Festivals war Tom Wilkes.
Dass Popmusiker sich mehr für den Synthesizer zu begeistern anfingen, geht zum Teil auch auf das Festival zurück; Robert Moog hatte dort einen Demo-Stand, der viel Aufmerksamkeit auf sich zog.

## Absagen für das Festival
- Brian Wilson von The Beach Boys, der an der Konzepterstellung für das Konzert beteiligt war, zog die Beach Boys quasi in letzter Minute zurück. Die Gruppe hätte das Festival als Hauptattraktion beenden sollen.
- The Beatles nahmen die Einladung, live zu spielen, nicht an und wurden daraufhin aus dem Organisationskomitee entlassen.
- Auch The Rolling Stones traten nicht auf. Gitarrist Brian Jones sagte allerdings auf der Bühne den Auftritt von Jimi Hendrix an.
- Dionne Warwick sagte den Auftritt mit der Begründung ab, dass sie bereits andere Verpflichtungen habe.
- Neil Young blieb dem Festival fern, sodass er als Gitarrist und Sänger der Band Buffalo Springfield durch David Crosby ersetzt werden musste. Deren Auftritt sagte Peter Tork von The Monkees an.
- The Kinks hatten ihre Teilnahme zugesagt, erhielten von den USA allerdings kein Visum, da sie mit der amerikanischen Musikergewerkschaft im Streit lagen.
- Donovan erhielt kein Visum in die USA, da er 1966 gegen das Betäubungsmittelgesetz verstoßen hatte.
- Cream sagten ab, da ihr Bandmanager für das USA-Debüt der Band andere Auftritte vorgesehen hatte.

## Reihenfolge der Auftritte

### Freitag, 16. Juni
- The Association
- The Paupers
- Lou Rawls
- Beverly
- Johnny Rivers
- Eric Burdon & The Animals
- Simon & Garfunkel

### Samstag, 17. Juni
- Canned Heat
- Big Brother and the Holding Company
- Country Joe and the Fish
- Al Kooper
- The Butterfield Blues Band
- Quicksilver Messenger Service
- Steve Miller Band
- The Electric Flag
- Moby Grape
- Hugh Masekela
- The Byrds
- Laura Nyro
- Jefferson Airplane
- Booker T. & the M.G.’s
- The Mar-Keys
- Otis Redding

### Sonntag, 18. Juni
- Ravi Shankar
- Blues Project
- Big Brother and the Holding Company
- The Group With No Name (Cyrus Faryar)
- Buffalo Springfield
- The Who
- Grateful Dead
- The Jimi Hendrix Experience
- Scott McKenzie
- The Mamas and the Papas

## Auswirkungen
Der Auftritt beim Monterey Pop Festival brachte für einige Musiker den Durchbruch, für Otis Redding auch außerhalb der Soulszene, für Jimi Hendrix und The Who, die bereits in England erfolgreich waren, nun auch in den USA, und für Janis Joplin mit Big Brother and the Holding Company war es der Durchbruch überhaupt.
Das Festival selbst war das erste in der Reihe der großen (Rock-)Festivals. Eine Wiederholung im Folgejahr scheiterte trotz hartnäckiger Bemühungen von John Phillips am hinhaltenden Widerstand der Stadtverwaltung.
Eric Burdon & the New Animals veröffentlichten später das Lied Monterey auf dem Album The Twain Shall Meet. Im Text erwähnt Eric Burdon einige der teilnehmenden Musiker und imitiert dabei den jeweiligen musikalischen Stil kurz.